# Чёрные драконы (преступная группировка)
Чёрные драконы — китайско-американская преступная группировка.

## История группировки
Банда была образована в 1980 году в среде китайских иммигрантов в Линкольн-Хайтс, Лос-Анджелесе (Калифорния). Её основала группа молодых людей, которые объединились вместе, чтобы защитить себя от других азиатских и латиноамериканских банд. Группировка занялась рэкетом людей в азиатских общинах.
Чёрные драконы в то время являлись довольно уникальной по сравнению с другими азиатскими бандами группировкой, так как она участвовала в организованной и уличной преступности. Доходы группировке в основном приносили рэкет притонов, сутенерство, отмывание денег, оборот наркотиков и контрафактных товаров. На уличном уровне банда была вовлечена в широкий спектр преступлений, в том числе убийства, грабежи и угоны автомобилей.
В середине 1990-х годов вплоть до ослабления банды в 2002 году её влияние было сильным в Долине Сан-Габриэль. Во время пика деятельности банды в неё входило около 100 активных участников. Бандиты привлекли внимание федеральных органов власти из-за своего активного участия в насильственных преступлениях.

## Борьба с группировкой
В 1999 году Федеральное бюро Расследований (ФБР) возбудило дело против Чёрных Драконов. Вскоре ФБР была создана группа для борьбы с Чёрными драконами. Расследование, длившееся три года, привело к обвинениям нескольких участников банды, включающие в себя обвинения в убийстве, покушении на убийство, вооружённом ограблении, вымогательстве, незаконном хранении огнестрельного оружия и рэкете. В 2002 году агенты ФБР одновременно провели обыски и арестовали 30 активных участников банды.

## Современность
Чёрные Драконы уже более двух десятилетий действуют в Лос-Анджелесе. В настоящее время они действуют как уличная банда.